# Balsicas
Balsicas es una localidad perteneciente al término municipal de Torre Pacheco, en la comunidad autónoma de Región de Murcia. Cuenta con una población de  3.653 habitantes (INE 2025).

## Historia
El pueblo se formó en el siglo XV y debe su nombre a las balsas que había de procedencia musulmana. Dispone de patrimonio histórico como el Castillo del Vizconde Ros, y una iglesia, en la parte sur de la localidad.

## Servicios
Tiene una escuela de fútbol y un equipo semiprofesional llamado Balsicas Atlético que juega en 1ª autonómica, su estadio se llama "Los Cipreses". 
A pesar de ser una pedanía cuenta con numerosos servicios, una escuela pública primaria y secundaria, una guardería, un espacio de deportes municipal provisto de pista de pádel, campo de fútbol 11 y de fútbol 7, una piscina, un pabellón de deportes y un circuito de coches radio-control. Cuenta también con espacios para la tercera edad, un espacio joven, salas de estudio y numerosos espacios de juegos al aire libre.

## Fiestas
Las fiestas patronales de Balsicas, se inician todos los años el día 22 de octubre ya que el día de la patrona, la Virgen del Rosario coincide con las fiestas de Torre Pacheco. Sus desfiles de Semana Santa se realizan desde 1987.
La Semana Santa de Balsicas sirve de eje cultural del municipio en los días de celebración ya que presentan la mayor festividad de la zona, con numerosas cofradías y una cantidad cada vez mayor de visitantes.

## Comunicaciones

### Tren
Es un enclave de comunicaciones en la zona ya que dispone de una importante estación de tren (Balsicas-Mar Menor), que permite la comunicación ferroviaria de la Comarca del Mar Menor con el resto de la Región de Murcia y con España.

### Por carretera
Se encuentra localizada en plena carretera RM-19. También dispone de carreteras que comunican con otras poblaciones como Avileses y Sucina o Torre Pacheco.
Se encuentra a escasa distancia de la urbanización "Polaris World La Torre", en los meses de verano hay más actividad en el pueblo ya que sirve de zona de servicios y ocio a los vecinos de la urbanización, en su mayoría extranjeros (ingleses, alemanes...)  
Balsicas cuenta con diversas infraestructuras importantes en la zona, dos polígonos industriales muy bien comunicados y bastante extensos.

### Autobús
La localidad cuenta con una línea de transporte público urbana:
| Línea | Recorrido                                   | Operador      |
| ----- | ------------------------------------------- | ------------- |
| 2     | Dolores - Balsicas - Roldán - Torre-Pacheco | El Pasico Bus |

El servicio de viajeros por carretera del municipio se engloba dentro de la marca Movibus, el sistema de transporte público interurbano de la Región de Murcia (España), que incluye los servicios de autobús de titularidad autonómica.
| Línea | Recorrido                                                                                           | Recorrido                                                                                           | Recorrido                                                                                           | Operador       |
| ----- | --------------------------------------------------------------------------------------------------- | --------------------------------------------------------------------------------------------------- | --------------------------------------------------------------------------------------------------- | -------------- |
| 45    | Cartagena - Torre Pacheco - Roldán - Balsicas                                                       | Cartagena - Torre Pacheco - Roldán - Balsicas                                                       | Cartagena - Torre Pacheco - Roldán - Balsicas                                                       | ALSA (TUCARSA) |
| 49    | San Pedro del Pinatar - Santiago de la Ribera - San Javier - Hospital Los Arcos - Balsicas - Roldán | San Pedro del Pinatar - Santiago de la Ribera - San Javier - Hospital Los Arcos - Balsicas - Roldán | San Pedro del Pinatar - Santiago de la Ribera - San Javier - Hospital Los Arcos - Balsicas - Roldán | ALSA (TUCARSA) |

Además, presta servicio la siguiente línea interurbana:
| Línea     | Recorrido          | Operador |
| --------- | ------------------ | -------- |
| MUR-092-2 | Murcia - Campoamor | Interbus |

## Zonas Naturales y de Interés
A poca distancia de la pedanía se encuentra el monte Cabezo Gordo, el único en la zona y que tiene una altura de 312 metros. Se emplea como paraje natural, zona de senderismo y escalada y está situado en el término municipal de Torre Pacheco aunque no es de titularidad municipal. Sin embargo, dispone de protección ambiental al presentar diversos hábitats que interesa preservar, teniendo la consideración de paisaje protegido. Desde su cumbre se divisa una amplia panorámica que incluye todo el Mar Menor e incluso la ciudad de Cartagena.
Existen evidencias paleontológicas de la presencia de individuos de la especie Homo neanderthalensis durante el Paleolítico inferior. Los restos se encuentran en la Sima de las Palomas, que está considerado como un yacimiento de gran importancia en Europa para el estudio de los neandertales. Se han encontrado más de 120 huesos que datan del 150 000 a. C. hasta el 35 000 a. C. y corresponden al menos a nueve individuos distintos.

## Clima
El clima de la zona se define como mediterráneo árido o subárido, de abrigo topográfico o estepario. Su posición cerca del mar suaviza las temperaturas, si bien las precipitaciones difícilmente superan los 300 mm anuales, encontrándonos ante una de las zonas más áridas del país. Estas cuando ocurren son de carácter torrencial. Los máximos pluviométricos se producen en otoño y primavera, siendo los meses más lluviosos octubre y abril. Durante los meses estivales las precipitaciones son muy escasas, que sumado a las altas temperaturas le confieren un marcado índice de aridez.
La temperatura media anual ronda los 17 °C. El mes más frío es enero con una media de 10,5 °C. En agosto, el mes más caluroso, la temperatura media es de 25 °C. En la zona más interior del municipio (El Jimenado y Roldán), la temperatura en invierno llega en ocasiones a los –3 °C, y en verano a los 35 °C.